# Ɱ
Das Ɱ (kleingeschrieben ɱ) ist ein Buchstabe des lateinischen Schriftsystems. Er besteht aus einem M mit einem j-förmigen Haken.
Der Kleinbuchstabe ɱ ist im Internationalen Phonetischen Alphabet (IPA) das Symbol für den stimmhaften labiodentalen Nasal. Der Großbuchstabe Ɱ wird hauptsächlich von amerikanischen Wissenschaftlern verwendet und stellt die stimmlose Variante des Lautes dar.

## Darstellung auf dem Computer
Unicode enthält das Ɱ an den Codepunkten U+2C6E (Großbuchstabe) und U+0271 (Kleinbuchstabe).